# Episodi di Formula 1: Drive to Survive (sesta stagione)
La sesta stagione di Formula 1: Drive to survive è stata distribuita da Netflix il 23 febbraio 2024.
| n° | Titolo originale | Titolo italiano   | Distribuzione USA | Distribuzione Italia |
| -- | ---------------- | ----------------- | ----------------- | -------------------- |
| 1  | Money Talks      | A qualsiasi costo | 23 febbraio 2024  | 23 febbraio 2024     |
| 2  | Fall from Grace  | In declino        | 23 febbraio 2024  | 23 febbraio 2024     |
| 3  | Under Pressure   | Sotto pressione   | 23 febbraio 2024  | 23 febbraio 2024     |
| 4  | The Last Chapter | L'epilogo         | 23 febbraio 2024  | 23 febbraio 2024     |
| 5  | Civil War        | Guerra civile     | 23 febbraio 2024  | 23 febbraio 2024     |
| 6  | Leap of Faith    | Atto di fede      | 23 febbraio 2024  | 23 febbraio 2024     |
| 7  | C'est la vie     | C'est la vie      | 23 febbraio 2024  | 23 febbraio 2024     |
| 8  | Forza Ferrari    | Forza Ferrari     | 23 febbraio 2024  | 23 febbraio 2024     |
| 9  | Three's a Crowd  | Il terzo incomodo | 23 febbraio 2024  | 23 febbraio 2024     |
| 10 | Red or Black     | Rosso o nero?     | 23 febbraio 2024  | 23 febbraio 2024     |